# كانو (شركة)
كانو (بالإنجليزية: Canoo) هي شركة ناشئة أمريكية تقوم بتصنيع مركبات كهربائية تهدف لبيع سيارات ميني فان في 2022.